# Адеркас, Галина Владимировна
Галина Владимировна Адеркас (Адеркас-Богуславская, Бугославская; 22 июля [3 августа] 1899, Никольск-Уссурийский — не ранее 1940) — советская певица хора и, возможно, артистка цирка, известная в первую очередь тем, что в молодости позировала для знаменитой картины Бориса Кустодиева «Купчиха за чаем».

## Биография
Принадлежала к старинному прибалтийскому баронскому роду Адеркас.
Училась в Владивостокской, а потом в Хабаровской женской гимназии, которую окончила в 1915 году. В 1917 году поступила в медицинское женское учреждение — Петроградский женский медицинский институт, что следует из её личного дела, хотя из воспоминаний о её соседях по дому семье Кустодиевых складывается впечатление, что это был институт в Астрахани.
Увлечение музыкой увело её в другую сферу. Ещё будучи студенткой, Галина начала выступать на концертах в составе музыкально-драматической труппы Свирского культстроя. Ну а на 4-м курсе бросила институт, уехала в Москву и поступила в Сокольническую музыкальную школу на отделение вокального искусства. Дальше — труппа Московского театра камерной оперы, музыкальная редакция Всесоюзного радиокомитета, Всесоюзное гастрольно-концертное объединение.
Обладательница меццо-сопрано, в советские годы пела в составе русского хора в Управлении музыкального радиовещания Всесоюзного радиокомитета, участвовала в озвучивании фильмов, но большого успеха не добилась.
Встречается ошибочное написание её фамилии как «Андеркас» и утверждение, что она была певицей Большого театра.
Исследователь Владимир Перепеченко, найдя её дело в РГАЛИ в 2023 году установил, что Галина был замужем с 1935 года. Её муж Сергей Алексеевич Бугославский (Богуславский) — ученый, историк древнерусской литературы и музыкальный деятель, композитор и музыковед. Проживали по адресу: г. Москва, Трубниковский переулок, 26.. Перепченко указывает, что с цирком она не была связана, несмотря на то, что в Рукописном отделе Пушкинского Дома хранятся рукописные воспоминания за авторством Г. В. Адеркас (инициалы не развернуты), озаглавленные «Цирк — это мой мир…» (Ф. 501, оп. 4, ед.хр. 11).
Последняя информация о Галине Адеркас — в Выписке из приказа № 133 от 26 мая 1940 года: «За тщательную подготовку полноценной художественной программы [к] исторической дате — 100-летия со дня рождения П. И. Чайковского — объявляю благодарность т. Адеркас Г. В. Управл[яющий] ВГКО Фалковский».
Как сложилась её судьба после 1940 г. — неизвестно; из Центрального архива ФСБ на запрос Перепеченко сообщили, что «сведениями о применении репрессий в отношении Адеркас (Бугославской, Богуславской) Галины Владимировны не располагают». Главный информационно-аналитический центр МВД ответил, что «по имеющимся архивным документам установлено, что Центральный архив МВД России архивных материалов в отношении Адеркас (Бугославской, Богуславской) Галины Владимировны, 1899 года рождения, на хранении не имеет и какими-либо сведениями в отношении указанного лица не располагает»..

## Натурщица
Летом 1918 года в Астрахани Кустодиев приступил к исполнению на полотне своего давнего замысла. Художник решил сделать центром новой работы женщину, такую крупную, как «Красавица» (Государственная Третьяковская галерея), и такую же монументальную, чинно сложившую руки и стоящую над городом, как «Купчиха» (Государственный Русский музей) 1915 годов.
Примечательно, что в реальной жизни у Кустодиева был один вкус, а в живописи — другой. Моделями для его купчих часто были представительницы интеллигенции, дородные женщины. Сам Кустодиев не был поклонником такого типажа, да и жена его, Юлия, не обладала пышными формами, будучи хрупкой, неброской внешности. В связи с этим Кустодиев отмечал, что «худые женщины на творчество не вдохновляют».
Начав набрасывать фон для новой картины, одновременно Кустодиев поделился своими раздумьями о женщине пышной и цветущей натуры с женой, попросив её помочь с поиском модели.
Нужная натурщица нашлась довольно скоро, причём жила она в том же подъезде, что и Кустодиевы, на шестом этаже (как вспоминала дочь художника Ирина, двумя этажами выше). Её привела в мастерскую жена художника.
Галина Адеркас, в ту пору студентка-первокурсница медицинского факультета, была наслышана о своём соседе, охотно согласилась позировать для картины и даже гордилась этим. Хотя Кустодиев уже работал, сидя в инвалидной коляске, картину он написал довольно быстро, за несколько дней.
Кроме итоговой картины маслом сохранился предварительный набросок Адеркас, по которому видно, что она была не так плотно сложена, как женщина на финальном полотне.
В 1973 году описание модели «Купчихи» оставил в своих воспоминаниях её сверстник и тоже сосед Н. Л. Бубличенко, по его словам Кирилл Кустодиев, разбирая архив отца, показывал ему «небольшой рисунок — набросок Гали Адеркас лежащей».